# The First Tree
The First Tree (с англ. — «Первое дерево») — инди-игра, приключенческая головоломка, разработанная самостоятельно Дэвид Вейлом и выпущенная 14 сентября 2017 года изначально для персональных компьютеров Windows и Mac OS и через год, 30 ноября 2018 года — для игровых приставок PlayStation 4, Xbox One и портативного устройства Nintendo Switch. В данной игре необходимо управлять лисой, путешествовать по природным ландшафтам и преодолевать препятствия. Параллельно игрок слышит диалоги мужчины и женщины, которые рассказывают свои истории из прошлого.
Созданием игры занимался Дэвид Вейл, будучи не имея какого либо опыта программирования и разработки видео-игр. На создание The First Tree его побудила внезапная смерть отца, а также переживания, связанные с беременностью жены. Разработчик заметил, что вдохновлялся идеей взаимосвязи жизни и смерти, связи всего сущего с мировым древом, отсылка к которому есть в названии игры, также Вейла впечатлила история, рассказанная романе Кормака Маккарти «Дорога», а в вопросе визуальной эстетики, создатель вдохновлялся игрой Journey.
Оценки игры можно охарактеризовать в целом, как смешанные. При этом средняя оценка игры явно отличается в зависимости от платформы. Для приставки Xbox One она составляет 67 баллов, а для PlaySation 4 — 81 балл из 100 возможных. Критики в целом похвалили сюжетную составляющую игры, признав, как история впечатлила их до глубины души, одновременно смешанные оценки получил сам игровой процесс, часть критиков указали на то, что The First Tree является характерным примером спорного жанра симулятора ходьбы.

## Игровой процесс
The First Tree представляет собой симулятор ходьбы, где игрок управляет поочерёдно двумя лисами, которые исследуют лес. Один лис пытается найти своего отца на отчуждённой Аляске, чтобы воссоединиться с ним. Другая история показывает лисицу, отправившуюся в поисках своих детёнышей. Лиса может собирать огоньки, бегать, копать и прыгать. Параллельно игрок слышит беседу двух людей — Джозефа и его жены Рэйчел. Джозеф, доверившись жене рассказывает историю своей жизни и его тяжёлом прошлом. История затрагивает о его отношении с отцом, о недопонимании с родителями, позже, как он потерял его, как переживал издевательства в школе, как пытался из отчаяния, завязать дружбу с неблагонадёжными людьми, как лелеял надежды и мечты, разбивающиеся об суровую реальность, как он сожалел о своих поступках или же наоборот вспоминал что-то приятное и в целом познавал мир вокруг себя.
При этом повествование лисиц и Джозефа тесно переплетаются и происходит параллельно, например лисица откапывает или находит предметы в лесу, которые непосредственно связанны с историей Джозефа, также препятствия, с которыми сталкивается животное совпадает с рассказиками Джозефа об его чёрных жизненных полосах. Сама игра поделена условно на пять разных уровней, каждый из которых представляет свой природный ландшафт. В одном случае это заснеженные горы, или же это может быть густой лес, или зелёные луга. В конце игры лисица обнаруживает, что ни один из её детёнышей не остаётся в живых, далее становится ясно, что сюжетная линия с лисой — это сон Джозефа. В самом конце, управление игры переключается на мужчину от первого лица, который, как оказывается живёт в доме c Рейчел, при этом, там находится недоделанная детская комната. В самом конце герой убегает в лес и находит мировое древо.

## Разработка
Разработкой игры в течение двух лет занимался Дэвид Вейл. Он заметил, что «Индустрия видеоигр настолько огромна, что в ней теперь находится место для небольших, но более душевных игр». Вейл заметил, что благодаря продвинутым инструментам Unity и Unreal, он сумел приняться за разработку игры без каких либо знаний программирования и написания кода, указав на то, что своим примером надеется продемонстрировать, что в созданием игр может заниматься каждый и иметь с этого скромный заработок. Вейл также заметил, что использовал плагин визуальных сценариев Playmaker, выполняющий большею часть тяжёлой работы и позволяя взаимодействовать с кодом, не зная при этом самого кода. «Талантливые программисты продают плагины, которые позволяют большему количеству людей использовать Unity… Вам не нужно проектировать модель горы, когда вы можете использовать гору, спроектированную кем-то другим». Работая над визуальной эстетикой игры, разработчик признался, что вдохновлялся игрой Journey, в частности также решил использовать в игре яркие и стилизованные образы, также Вейл вдохновлялся играми Firewatch и Overland. В портировании игры на игровые приставки помогала компания DO Games.
Что касается сюжетной линии, то разработчик признался, что создавал игру, связанную с его личной трагедией. В частности на создание истории Вейла вдохновила недавняя и неожиданная смерть его отца. «Я хотел  написать историю, чтобы признать, что с жизнью иногда приходит смерть». Также, во время разработки, жена Вейла ожидала второго ребёнка и разработчик помимо прочего хотел через историю передать свои переживания и страх перед потерей детей. При этом Вейл озвучил голос главного героя Джозефа, а Лизу озвучила жена Вейла.
Решение сделать управляемого персонажа лисой разработчик ответил, что с его точки зрения данный зверь эстетически приятен «Я думал прежде всего о визуальном воздействии красивого красно-оранжевого существа с зеленым лесом». Сама символический мир природы имел большое значение для Вейла и его жены, заметив, что в день свадьбы, для свадебного торта были использованы деревянные фигурки двух лис, также девичья фамилия матери жены — «Фокс». Вейл решил рассказать свою историю через призму вымышленной эпопеи, в частности представив историю двух лисиц, одна из которых ищет своего родителя, а другая — детёнышей. Разработчику нравится идея двух несвязанных семей, так как по его мнению они связаны с символом жизни, мировым древом, которое помимо поэтического качества, глубоко укоренилась в мифологиях и религиях. Вейл признался, что в плане подачи сюжета и ощущения путешествия вдохновлялся фильмами Дэвида Линча и Терренса Малика. Также большое влияние оказал роман Кормака Маккарти «Дорога», разработчик признался, что был до глубины души потрясён историей, показанной в романе, исследующем тему родительства, жизни и смерти.

## Критика
| Сводный рейтинг      | Сводный рейтинг                |
| Агрегатор            | Оценка                         |
| -------------------- | ------------------------------ |
| Metacritic           | 81/100 (PS4) 67/100 (Xbox One) |
| Иноязычные издания   |                                |
| Издание              | Оценка                         |
| PlayStation Universe | 9,5                            |
| GamingTrend          | 85 %                           |
| MondoXbox            | 6,7/10                         |
| NintendoWorldReport  | 6,5/10                         |
| GameSpew             | [ 13 ]                         |
| Xbox Tavern          | 4,9/10                         |

Оценки игры можно охарактеризовать в целом, как смешанные. При этом средняя оценка игры явно отличается в зависимости от платформы. Для приставки Xbox One она составляет 67 балов, а для PlaySation 4 — 81 балл из 100 возможных.
Критик сайта PlayStation Universe похвалил The First Tree, заметив, что данная игра — это противоположность многим современным играм, создающимся ради маркетинга, борющимся за внимание и большие денежные доходы. Что касается повествовательной составляющей, критик сравнил The First Tree с такими играми, как Gone Home и Journey. Критик признался, что история, рассказанная Джозефом, и то, как это отражается на игровом процессе, связанным с лисицей — затронула его до глубины души. Описывая дизайн уровней и художественный стиль, критик назвал их гостеприимными в своей художественной красоте. Критик также наслаждался фортепианными пьесами Джоша Крамера, заметив, что они звучали так, как будто их специально создали для игры. Хотя если смотреть на The First Tree, как на платформер, то выявляется множество недостатков, однако в данном случае эти проблемы не существенны, так как главная часть в данной игре — это сама повествовательная линия и одна из лучших историй для игр своего года. Критик сайта Gaming Trend признался, что его также до глубины души затронула представленная история, по этой причине ему было трудно присваивать оценку игре. Рецензент признался, что The First Tree заставила его почувствовать себя более человечным. Что касается самого игрового процесса, то рецензент оценил его, как нишевой платформер, предлагающий достаточное количество разнообразных механик, типичных для данного жанра, однако критик указал на несколько странную физику в игре, в частности странные движения лисы, или то, как она стоит на неровно поверхности. Тем не менее окружающее пространство критик назвал «потрясающе красивым», немного абстрактным, но идеально вписывающемся в идею того, что всё это сон.
Часть критиков оставили в целом сдержанные оценки об игре. Например представитель сайта MondoXbox заметил, что The First Tree является ярким образцом «симулятора ходьбы», достаточно противоречивого жанра в геймерских кругах из-за низкого игрового компонента в пользу более повествовательного опыта. Если откинуть сюжетное повествование, то весь игровой опыт сводится к тому, как лисица бегает по лесу и прыгает. В итоге игру спасает её короткая продолжительность и довольно приятные визуальные эффекты. Тем не менее критик признался, что его достаточно затронула рассказанная история. Критик сайта Xbox Tavern признался, что чувствовал себя обманутым, когда думая, что речь идёт о приключенческой игре, на деле же испробовал симулятор ходьбы с крайне упрощённой механикой. Вместо внятного игрового процесса, критик заметил, что чувствовал, будто постоянно натыкался на очередной сеанс групповой терапии. А сама представленная история вгоняла критики в ещё большее отчаяние.